# 富山県道62号富山小杉線
富山県道62号富山小杉線（とやまけんどう62ごう とやまこすぎせん）は、富山県富山市と射水市を結ぶ県道（主要地方道）である。

## 概要

### 路線データ
- 起点：富山県富山市太郎丸本町1丁目（国道41号交点）
- 終点：富山県射水市小杉白石（国道8号交点）

## 歴史
当道路は、元々国道8号の南側バイパスという位置付けとして、『有沢西二俣線』として1968年から総工費33億1,000万円かけて建設されたものである。その後、現名称の『富山小杉線』に改称され、1993年（平成5年）5月11日には、建設省から、県道富山小杉線が富山小杉線として主要地方道に指定される。
2003年（平成15年）7月29日には、古沢 - 中老田間1.98㎞の4車線化が完成し、同年11月30日より供用が開始された。

## 路線状況

### 別名
- 立山通り（富山市）
  - 有沢線（富山市）[4]

### 重複区間
- 富山県道44号富山高岡線（富山市西二俣・老田口交差点 - 富山市西二俣・西二俣交差点）
- 富山県道204号小杉本江線（射水市鷲塚 - 射水市小杉白石・小白石交差点）

### 道路施設
- 有沢橋（神通川）
- 呉羽トンネル

## 地理

### 通過する自治体
- 富山市
- 射水市

### 交差する道路
- 国道41号・富山県道3号富山立山魚津線（富山市太郎丸本町・城南公園前交差点、起点）
- 富山県道69号富山笹津線（富山市新根塚町・西田地方交差点）
- 富山県道7号富山八尾線（富山市有沢・有沢交差点）
- 富山県道56号富山環状線（富山市羽根・羽根東交差点）
- 富山県道59号富山庄川線（富山市婦中町安田・安田交差点）
- 富山県道41号新湊平岡線（富山市古沢・古沢交差点）
- 富山県道9号富山戸出小矢部線 バイパス（富山市栃谷・栃谷交差点）
- 富山県道9号富山戸出小矢部線（富山市中老田・中老田交差点）
- 富山県道44号富山高岡線（富山市西二俣・老田口交差点）
- 富山県道44号富山高岡線（富山市西二俣・西二俣交差点）
- 富山県道204号小杉本江線（射水市鷲塚）
- 国道8号・富山県道204号小杉本江線（射水市小杉白石・小白石交差点、終点）